# Hakunge

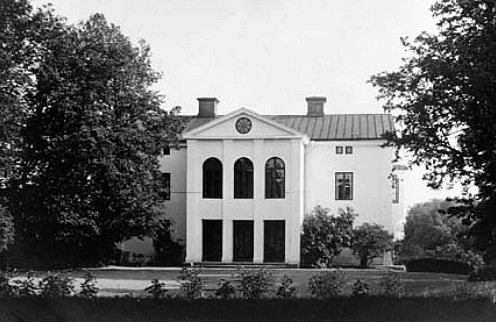
Hakunge gård 1905.

Hakunge är ett tidigare säteri och en herrgård i Össeby-Garns socken, Vallentuna kommun.
Hakunge ligger vid östra stranden av sjön Garnsviken, som genom Åkers kanal står är segelbar förbindelse med trälhavet. Gården har haft handelsträdgård.

## Historik
Egendomen nämns redan på 1400-talet. Under följande århundrade tillhörde den väpnaren Per Sunesson och dennes ättlingar, släkten Silfversparre. Den tillhörde under 1700-talet en gren av ätten Cronhielm, som skrev sig till gården. Senare ägdes den av släkten Silfverstolpe. 1812 såldes egendomen till rusthållaren Johan Johansson, som därefter antog namnet Saxenberg. Gården gick sedan 1825 i arv till sonen Abraham Saxenberg som sålde den 1855 till kapten Johan Gustaf Dalman. Den köptes 1858 av publicisten Jonas Adolf Walldén. Han gjorde helt och hållet om det då i hög grad förfallna godset. Idag tillhör godset den adliga ätten Virgin.